# Військово-морська історія

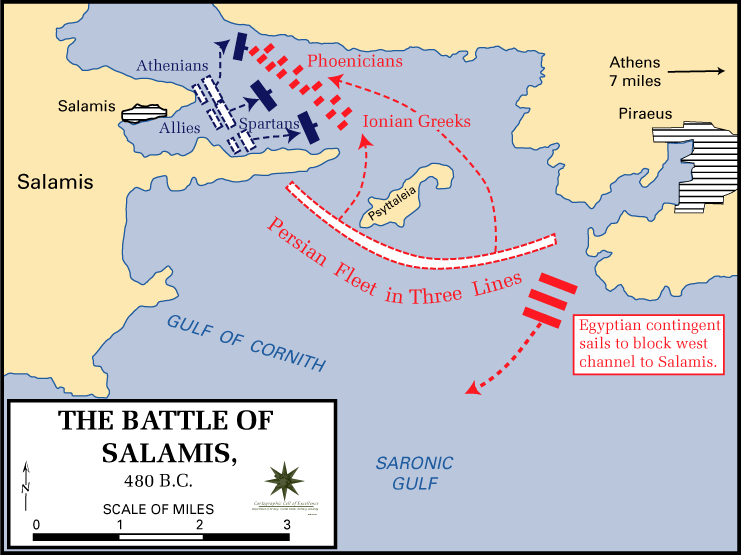
Схема Битви при Саламіні між грецьким і перським флотами.

Військово-морська історія — це галузь військової історії, що вивчає війну на морі.
Традиційно, основна увага приділяється безпосередньому зіткненню кораблів у морі, ніж використання суден для перевезення військ і військових вантажів, хоча часто стратегія війни на морі залежить від необхідності захисту транспортних суден. Останні дослідження історії військово-морського флоту розширили теми, включивши весь спектр питань, пов'язаних з флотом, зокрема питання технологій, фінансів, бюрократії, соціальної історії, суднобудування, поставок і логістики.